# Несліхан Єлдан
Несліхан Єлдан (нар. 25 лютого 1969 року) — турецька актриса.
Вона розпочала свою кар'єру в 1987 році, приєднавшись до Ortaoyuncular — спільноти акторів. У 1995 році Єлдан закінчила Державну консерваторію Стамбульського університету за спеціальністю театрознавство. Потім вона працювала в таких театральних спільнотах, як Kent Oyuncuları, Istanbul Folk Theatre, Dormen Theatre і Duru Theatre, перш ніж приєднатися до Центру культури Бешикташа. Зрештою, вона почала свою телевізійну кар'єру в 1993 році з ролі в телесеріалі Yaz Evi. Окрім зняття в численних телевізійних та кінематографічних постановках, вона також працювала як актриса озвучування. Її прорив відбувся з роллю у фільмі « Бір Демет Тіятро» у ролі Фюреї.

## Фільмографія
| Фільм    | Фільм                         | Фільм                  | Фільм    |
| Рік      | Назва                         | Роль                   | Примітки |
| -------- | ----------------------------- | ---------------------- | -------- |
| 1998 рік | Kaçıklık Diploması            |                        |          |
| 2003 рік | Kaçıklık Diploması            |                        |          |
| 2005 рік | Organize İşler                | Лалезар                |          |
| 2006 рік | Kabuslar Evi: Onlara Dokunmak | Бос Юнуса              |          |
| 2011 рік | Vücut                         | Мелтем                 |          |
| 2014 рік | Karınca Kapanı                | Мюневвер Сариселімоглу |          |
| 2016 рік | Deliormanlı                   |                        |          |

| Телебачення    | Телебачення                         | Телебачення     | Телебачення                           |
| Рік            | Назва                               | Роль            | Примітки                              |
| -------------- | ----------------------------------- | --------------- | ------------------------------------- |
| 1993 рік       | Yaz Evi                             | Алев            |                                       |
| 1996 рік       | Tatlı Kaçıklar                      | Серап           |                                       |
| 1997, 2006     | Bir Demet Tiyatro                   | Füreyya İşbilir |                                       |
| 1998 рік       | Tele Dadı                           |                 |                                       |
| 2000 рік       | Kırık Zar                           |                 |                                       |
| 2000 рік       | Güneş Yanıkları                     |                 |                                       |
| 2002 рік       | Vaka-i Zaptiye                      | Саадет          |                                       |
| 2003 рік       | Yuvam Yıkılmasın                    | Деря            |                                       |
| 2003 рік       | Şapkadan Babam Çıktı                |                 |                                       |
| 2004 рік       | Sahra                               | Ніл             |                                       |
| 2004 рік       | Dişi Kuş                            |                 |                                       |
| 2004 рік       | Her Şey Yolunda                     |                 |                                       |
| 2006 рік       | Sahte Prenses                       | Vicdan          |                                       |
| 2008 рік       | Peri Masalı                         | Паміра          |                                       |
| 2010–2011 рр   | Dürüye'nin Güğümleri                | Хандан          |                                       |
| 2010 рік       | Kavak Yelleri                       | Нур             |                                       |
| 2012–2013 рр   | Kuzey Güney                         | Айнур           | 24 серії (57–80)                      |
| 2013 рік       | Saklı Kalan                         | Невін Чевхер    | 3 епізоди (1–3)                       |
| 2014 рік       | Burada Laf Çok                      | Сама            | Гість                                 |
| 2014–2015 рр   | Kiraz Mevsimi                       | Онем Дінчер     | 59 епізодів (1–59)                    |
| 2016 рік       | Arkadaşlar İyidir                   | Джандан Субаши  | 10 епізодів (1–10)                    |
| 2017–2019 роки | Наречена зі Стамбула                | Сенем           | 87 серій (1–87)                       |
| 2018–2019 роки | Bizim Hikaye                        | Хаят Аслісу     |                                       |
| 2020–2021 роки | Постукайся в мої двері              | Айдан Болат     | 52 серії (1-52)                       |
| 2021 рік       | Memet Özer ile Mutfakta             | Сама            | Гість (епізод 346)                    |
| 2021 рік       | Все про шлюб                        | Сурейя          | Гість у головній ролі (епізоди 1, 4–) |
| 2023 рік       | Нехай життя буде таким, яким воно є | Асуман          | 12 серій (29–41)                      |
| 2024 рік       | Нещадний                            | Оя Гюнеш        |                                       |